# CB News
CB News (Communication & Business News) est un magazine mensuel français consacré à la communication, à la publicité, au marketing et aux médias créé en 1986 par le journaliste Christian Blachas. D'abord édité comme hebdomadaire, sa publication s'arrête entre novembre 2010 et juin 2011 avant de reprendre sous la forme d'un mensuel.
Depuis 2012, il appartient au groupe Starinvest.

## Historique
Le magazine Communication et business est fondé en 1986 par Christian Blachas, deux ans plus tard en 1988 il est rebaptisé Communication CB News avant de finalement devenir CB News en 1995.
En 1998 CB News lance son site internet « cbnews.fr » ainsi que la « CB Newsletter » qui deviendra quotidienne.
CB News ne prend pas bien le virage du numérique, en 2010 – comme beaucoup d'autres titres – il rencontre une chute de ses recettes publicitaires papier, le magazine est alors mis en redressement judiciaire en septembre 2010 puis en liquidation judiciaire en novembre 2010 par le tribunal de commerce de Nanterre.
La marque CB News est alors rachetée par l'éditeur belge Dupuis Presse. Une quinzaine des soixante-dix salariés sont reconduits autour de Christian Blachas et de Frédéric Roy, respectivement président du comité éditorial et rédacteur en chef. Frédéric Roy, Fouzia Kamal, Valéry Pothain, David Medioni de l'ancienne équipe ainsi que deux nouveaux arrivants, Bertrand Gauthey et Aida de Miguel, sont chargés de concevoir une nouvelle formule pour le magazine ainsi que de nombreux journaux l'ont raconté. La maquette du nouveau CB News mensuel est imaginée et réalisée par Claude Maggiori.
Lors de la présentation de la nouvelle formule éditoriale, Christian Blachas expliquait qu'en 2011 face « à l'instantanéité de l'info et face à la bouillie de l'info, il fallait un mensuel pour tout analyser et prendre le temps de comprendre ».
Ainsi, la nouvelle version de CB News vendue à 7,5 € l'unité est accompagnée du site cbnews.fr ainsi que du retour de la lettre d'information quotidienne qui était diffusée à 35 000 personnes avant la fermeture du titre.
Le 5 février 2012, Christian Blachas, le directeur fondateur et symbole de CB News meurt des suites d'une intervention chirurgicale à l'hôpital de Boulogne-Billancourt (Hauts-de-Seine).
En décembre 2012, Dupuis Presse qui souhait se désengager de CB News est en cessation de paiements, il cède alors le magazine à Startinvest –géré par deux anciens de Lagardère Active Olivier Chapuis et Jean-Jacques Raynaut– ainsi qu'au fonds Entrepreneur Venture,. Le prix au numéro passe à 10 € et la lettre d'information redevient gratuite pour les abonnés, financé par la publicité.

## Description
CB News magazine mensuel qui analyse et décrypte les tendances dans les médias, la communication, le marketing et la publicité, fait environ 100 pages, il alterne les formats longs et courts. 
Dans une volonté de croiser le monde numérique et la presse écrite, CB News propose dans son mensuel deux rubriques inspirées des réseaux sociaux. La « Twitterview » - où l'interviewé dispose de 140 caractères pour répondre à chacune des questions - et un « Profil CB » d'un acteur de la communication, reprenant les codes de Facebook.
Le magazine a mis en place une interview mensuelle de six pages, appelée « la Grande interview » illustrée par les photos d'Olivier Roller.
CB newsletter - La matinale, une lettre d'information quotidienne et un site internet cbnews.fr permettent aux lecteurs de se tenir au courant dans les domaines des marques, des médias, du conseil, du numérique, et de la création.
Depuis 1988 le Coffret Shortlist by CB News, est un guide professionnel qui répertorie les différentes les agences et acteurs du secteur de la communication et du marketing répartis par métiers spécialisés à destination des annonceurs.

## Identité du magazine

### Logo

Logo jusqu'en novembre 2010.
Logo depuis juin 2011

### Siège
Le siège de CB News se situe 4 bis rue de la pyramide à Boulogne-Billancourt.

## Grand Prix des médias

### Généralités
Créé en 1999 grâce à une initiative de Christian Blachas, le Grand Prix des Médias récompense chaque année les groupes de médias français.
En 2013, le Grand Prix des Médias CB News a vécu sa quinzième édition. Lors de cette édition 2013, The Voice, Les Échos et Arte ont été primés.
Lors de son 20e anniversaire, en 2018, le Grand Prix réunit les 19 lauréats précédents pour l'évènement. Cette année-là TF1 fut primé avec le Grand Prix et le prix de la meilleure chaîne TV. D'autre part, RTL a reçu le prix de la meilleure station radio. Plusieurs autres distinctions ont été décernées dans les catégories des médias numériques.
En septembre 2019, à l'occasion de sa 21e édition, Radio France a remporté le Grand Prix. France Inter et France Culture ont également été récompensées, la première étant nommée « Meilleure émission de radio » et primée de la « Mention du jury ». Au total, 20 prix ont été décernés.
En septembre 2023, à l'occasion de sa 25e édition, le Groupe Bayard remporte le Grand Prix des Médias.

### Lauréats
| Édition | Année | Accordé à                      | Référence |
| ------- | ----- | ------------------------------ | --------- |
| 1re     | 1999  | L'Équipe                       |           |
| 2e      | 2000  | Les Échos                      |           |
| 3e      | 2001  | Amaury                         |           |
| 4e      | 2002  | Groupe M6 et Sud Ouest ex æquo |           |
| 5e      | 2003  | France Télévisions             |           |
| 6e      | 2004  | Prisma Presse                  |           |
| 7e      | 2005  | TF1                            |           |
| 8e      | 2006  | Canal+                         |           |
| 9e      | 2007  | NextRadioTV                    |           |
| 10e     | 2008  | RTL                            |           |
| 11e     | 2009  | Radio France                   |           |
| 12e     | 2010  | Le Monde                       |           |
| 13e     | 2011  | sans lauréat                   |           |
| 14e     | 2012  | Libération                     |           |
| 15e     | 2013  | The Voice                      |           |
| 16e     | 2014  | TF1                            |           |
| 17e     | 2015  | Society                        |           |
| 18e     | 2016  | L'Équipe                       |           |
| 19e     | 2017  | Groupe Figaro                  |           |
| 20e     | 2018  | TF1                            | Voir      |
| 21e     | 2019  | Radio France                   | Voir      |
| 23e     | 2021  | Presse Quotidienne Régionale   | Voir      |
| 24e     | 2022  | LCI                            |           |
| 25e     | 2023  | Groupe Bayard                  | Voir      |

### Note
1. ↑  « Communication et business » le premier titre du magazine devient « CB » en juin 1988, en effet par décision de justice le magazine est contraint de changer de nom, à la suite d'une plainte déposée par une agence de publicité créée en 1982, Communication Business, avait fait valoir son antériorité dans le choix de cette appellation. Les initiales « CB » également correspondent aux initiales (prénom et nom) de Christian Blachas le fondateur du magazine.

## Annexe